# Pardosa nenilini
Pardosa nenilini là một loài nhện trong họ Lycosidae.
Loài này thuộc chi Pardosa. Pardosa nenilini được Yuri M. Marusik miêu tả năm 1995.